# Itoplectis nefasta
Itoplectis nefasta là một loài tò vò trong họ Ichneumonidae.